# Bailly, Yvelines
Bailly este o comună franceză situată în departamentul Yvelines, în regiunea Île-de-France.

## Geografie

### Localizare
Bailly este situată în câmpia Versailles, la marginea pădurii Marly, la 8 km pe șosea de centrul orașului Versailles.

### Comune limitrofe
Bailly este conectată la grădinile castelului Versailles, situate la sud-est de oraș. Este un oraș burghez din vestul parizian, unde s-au stabilit multe familii nobile vechi, care, de-a lungul generațiilor, au rămas în mare parte în zonă.
| L'Étang-la-Ville   | Marly-le-Roi      | Louveciennes            |
| Noisy-le-Roi       |                   | Le Chesnay-Rocquencourt |
| Fontenay-le-Fleury | Saint-Cyr-l'École | Versailles              |

### Climă
În 2010, clima comunei era de tip oceanic al câmpiilor din Centru și de Nord, conform unui studiu a CNRS care se baza pe o serie de date care acoperă perioada 1971-2000. În 2020, Météo-France a publicat o tipologie a climei din Franța metropolitană în care comuna este expusă la un climat oceanic și se încadrează în regiunea climatică sud-vestică a bazinului parizian, caracterizată prin precipitații scăzute, în special în primăvară (120 până la 150 mm) și o iarnă rece (3,5 °C).
Pentru perioada 1971-2000, temperatura medie anuală este de 10,8 °C, cu o amplitudine termică anuală de 14,8 °C. Cantitatea medie anuală de precipitații este de 654 mm, cu 10,9 zile de precipitații în ianuarie și 7,9 zile în iulie. Pentru perioada 1991-2020, temperatura medie anuală observată la stația meteorologică cea mai apropiată, situată în comuna Trappes la 9 km distanță în linie dreaptă, este de 11,6 °C, iar cantitatea medie anuală de precipitații este de 686,3 mm.
Pentru viitor, parametrii climatici estimati pentru comună, pentru anul 2050, conform diferitelor scenarii de emisii de gaze cu efect de seră, pot fi consultati pe un site dedicat publicat de Météo-France în noiembrie 2022.

## Urbanism

### Tipologie
La 1 ianuarie 2024, Bailly este clasificată drept ceinture urbaine, conform noii grile comunale de densitate cu șapte niveluri, definită de INSEE (Institutul Național de Statistică și Studii Economice) în 2022. Comuna face parte din unitatea urbană Noisy-le-Roi, o aglomerație intra-departamentală care cuprinde trei comune, dintre care Bailly este o comună de periferie. În plus, comuna face parte din aria metropolitană a Parisului, fiind una dintre comunele de la periferie, această zonă reunind 1.929 de comune.

## Toponimie
Numele localității este atestat sub diferite forme de-a lungul timpului: Balliacum în 1351, Baalliacum, Ballietum, Baalle în 1207, Baalei în perioada romană, apoi Baali, Bailly Val de Gallye în 1559 și între 1649 și 1659.
Bailly este un toponim frecvent întâlnit în Franța, fie singur, fie precedat de un articol, fie urmat de un alt nume. Este menționat în 17 departamente și desemnează aproximativ 40 de localități. Acest nume poate deriva din limba galică, din vechiul francez baile („împrejmuire”), din latinul Baillium, datorat existenței unei fortărețe în epoca galo-romană, sau dintr-un vicus format în formă de dreptunghi în jurul vilei unui demnitar cu funcția de bailli (reprezentant al autorității regale sau senioriale, având atribuții administrative, judiciare și fiscale). De asemenea, poate fi utilizat ca poreclă, provenind din antroponimul Batallius, la care se adaugă sufixul -acum, indicând localizarea și proprietatea.
Omonimie cu Bailly (Oise)

## Istorie
Comuna, care a rămas mult timp rurală, s-a dezvoltat în anii 1960 odată cu crearea unor mari ansambluri rezidențiale, precum Harmonie Ouest. Fiind aproape de Paris, prin Triunghiul Rocquencourt, a fost influențată de fenomenul de urbanizare.
A existat timp îndelungat un castel seniorial, acum distrus.
La 20 august 1944, gardienii de pace ai prefecturii de poliție din Paris, Louis Huet și Raymond Rodon, deghizați în pompieri și venind pe bicicletă pentru a întâmpina trupele americane semnalate în regiune, au fost capturați și executați la intrarea în sat de către naziști.
La 21 august 1944, Georges Blandon, venit să dezamorseze bombele destinate să distrugă fortul Trou-d'Enfer, a fost executat de trupele SS.

## Populația și societatea

### Date demografice
Evoluția numărului de locuitori este cunoscută prin recensămintele populației efectuate în comună începând din 1793. Pentru comunele cu mai puțin de 10 000 de locuitori, un recensământ al întregii populații este realizat la fiecare cinci ani, populațiile legale pentru anii intermediari fiind estimate prin interpolare sau extrapolare.
În 2022, comuna număra 3690 locuitori, în scădere cu -3,55 % față de 2016 (Yvelines: +2,72 %, Franța fără Mayotte: +2,11 %).
| An        | 1793 | 1821 | 1841 | 1856 | 1876 | 1886 | 1901 | 1921 | 1936 | 1962 | 1982 | 2006 | 2014 | 2022 |
| --------- | ---- | ---- | ---- | ---- | ---- | ---- | ---- | ---- | ---- | ---- | ---- | ---- | ---- | ---- |
| Populație | 442  | 406  | 346  | 367  | 375  | 412  | 369  | 403  | 426  | 655  | 3679 | 4022 | 3866 | 3690 |

## Cultură locală și patrimoniu

### Locuri și monumente
- Castel Louis XIII (Proprietate a Societății filantropice / fundația Stern pentru reeducarea copiilor paralizați).
- Turnul telegrafului Chappe - Un vestigiu istoric al sistemului de telegrafie optică dezvoltat în secolul al XIX-lea.
- Masa regală - Un loc istoric asociat cu vizite regale sau întâlniri importante.
- Foste baterii militare din 1870 - Construcții defensive utilizate în timpul războiului franco-prusac din 1870.
- Biserica Saint-Sulpice - Un edificiu clasic ce datează din secolele al XIII-lea și al XVII-lea[31].
- Calvar - Se spune că a fost consacrat de sfântul Vincent de Paul.
- Muzeu într-o sală a primăriei - Un mic muzeu local ce păstrează obiecte de interes istoric și cultural.

## Înfrățiri
- Statele Unite ale Americii – Albion[32]
- Spania – Godella[32]